# Kommissionsrat
Kommissionsrat war ein Titularratstitel ähnlich dem Kommerzienrat, der in Deutschland bis 1918 verliehen wurde. 
Der Ehrentitel wurde Geschäftsleuten, die sich um das Gemeinwohl verdient gemacht hatten, vergeben. Er konnte an Personen in den verschiedenartigsten Stellungen verliehen werden, blieb aber trotz Rangesgleichheit in sozialer Beziehung hinter dem Kommerzienratstitel zurück. Eine weitere Rangerhöhung war die Verleihung des hoffähigen Titels Geheimer Kommissionsrat.